# 治安警察法
治安警察法（ちあんけいさつほう、明治33年3月10日法律第36号）は、日清戦争後に高まりを見せ始め、先鋭化しつつあった労働運動を取り締まる為に、1900年（明治33年）3月10日、第9代内閣総理大臣山縣有朋率いる第2次山縣内閣下で制定された法律である。
それまで、自由民権運動を念頭に置いて、政治活動の規制を主な目的としていた保安条例（明治20年勅令第67号）と集会及政社法（明治26年4月14日法律第14号）に、労働運動の規制という新たな機能を付加した上で、継承発展させる形で制定された。大東亜戦争（太平洋戦争・第二次世界大戦）終結直後の1945年（昭和20年）11月21日、第44代内閣総理大臣幣原喜重郎率いる幣原内閣の手により廃止された。

## 沿革
- 1900年（明治33年）
2月23日に制定、同年3月10日公布、3月30日施行された。
- 1908年3月25日、衆議院は治安警察法改正法案（福田英子ら請願）を可決し、3月26日、貴族院は否決した。
- 1922年（大正11年）
一部改正。1922年4月20日公布、婦人の政談集会への参加と発起を許可した。
- 1926年（大正15年）
一部改正。1926年4月9日公布、罷業の誘惑・扇動を処罰する第17条・第30条を削除した。
- 1945年（昭和20年）
8月28日、言論、出版、集会、結社等臨時取締法の廃止および治安警察法の精神にのっとる取締方針を決定した。
- GHQの指令に基づき、1945年（昭和20年）11月21日「治安警察法廃止等ノ件（昭和20年勅令第638号）」（ポツダム命令）により廃止。

## 内容
全33条より構成（うち2条削除）。治安維持法とともに、戦前の有名な治安立法として知られる。臣民の言論の自由、出版の自由、表現の自由、集会の自由、結社の自由は法律の範囲内で存在するとする、大日本帝国憲法第29条に対して加えられた制限である。
第1条ないし第19条が集会、結社、多衆運動の取締方法に関する規定で、すなわち
- 政治結社の届出（第1条）
- 政治上の結社加入の資格なき者（第5条1項、第6条、第15条）
- 政治に関し公衆を会同する集会の届出（第2条）
- 政治に関係なき公事に関する結社または集会の届出（第3条）
- 屋外における公衆の会同もしくは多衆運動の届出（第4条）
- 屋外集会、多衆運動、群集の制限、禁止、解散および屋内集会の解散（第8条）
- 集会における言論の制限（第9条、第10条）
- 結社、集会、多衆運動に関する警察官の尋問、集会の臨監（第11条）
- 集会および多衆運動における喧擾、狂暴者の取締（第12条）
- 戎器（じゅうき。武器のこと）、兇器等の禁止（第13条、第18条）
- 街頭その他公衆の自由に交通することを得る場所における作為の禁止（第16条）
- 秘密結社の禁止（第14条）

が規定された。第20条以下は罰則である。
第17条はストライキを制限するものであったが、1926年、「大正15年法律第58号」により削除され、代わって「暴力行為等処罰ニ関スル法律」が制定された。
また第5条では、軍人及警察官、神職僧侶や教員などと共に、女性が政党などの政治的な結社へ加入すること、また政治演説会へ参加し、あるいは主催することを禁じた。

女性らの請願運動により、1922年（大正11年）3月には女性の集会の自由（政治演説会に参加ないし主催する自由）を禁止した第5条2項の改正に至った（治安警察法第五条改正運動）。しかし女性の結社権を禁止した第5条1項は残されたため、婦人団体を中心に、治安警察法第5条全廃を求める運動がその後も続いた。

## 戦後
本法律の廃止後、戦後改革の一環として昭和憲法が制定されると、それぞれの分野ごとに後継となる法律が定められた。

すなわち、政治団体の設立手続きについては政治資金規正法、街頭での政治集会は道路交通法、労働者の団結権については労働組合法、団体交渉権と争議権については労働関係調整法が後継となった。集会における騒擾行為については暴力行為等処罰法および刑法の騒擾罪の他、新たに設けられた破壊活動防止法によって取り締まられることになった。